# European League of Football 2022.
European League of Football (ELF) je svoje drugo izdanje imala 2022. godine. 
 
Sudjelovalo je dvanest klubova iz pet država. 
Prvak ELF-a je postala momčad "Vienna Vikings" iz Beča. 

## Sustav natjecanja
12 klubova je podijeljeno u tri konferencije - "Sjevernu" (engl. Northern Conference), "Centralnu" (engl. Central Conference) i "Južnu" (eng. Southern Conference). U ligaškom dijelu kroz 14 kola (vikenda) svaki klub odigra dvanaest utakmica - dvije protiv svakog kluba iz svoje konferencije, te po dvije protiv tri kluba iz druge dvije konferencije. Po završetku ligaškog dijela, prvopasirani klubovi iz konferencija, te najbolje drugoplasirani se plasiraju u doigravanje (poluzavršnica i završna utakmica - "ELF Championship Game").

## Sudionici
| klub                   | sjedište              | stadion                                                                                              | napomene              |
| Sjeverna konferencija  | Sjeverna konferencija | Sjeverna konferencija                                                                                | Sjeverna konferencija |
| ---------------------- | --------------------- | --- | --------------------- |
| Berlin Thunder         | Berlin                | Friedrich-Ludwig-Jahn-Sportpark                                                                      |                       |
| Hamburg Sea Devils     | Hamburg               | Stadion Hoheluft                                                                                     |                       |
| Leipzig Kings          | Leipzig               | Bruno-Plache-Stadion Paul Greifzu Stadium, Dessau, Dessau-Roßlau Leuna-Chemie-Stadion, Halle (Saale) |                       |
| Panthers Wrocław       | Wrocław               | Stadion Olimpijski                                                                                   |                       |
|                        |                       | |                       |
| Centralna konferencija |                       | |                       |
| Frankfurt Galaxy       | Frankfurt na Majni    | PSD Bank Arena                                                                                       |                       |
| Raiders Tirol          | Innsbruck             | Tivoli Stadion Tirol                                                                                 |                       |
| Stuttgart Surge        | Stuttgart             | Gazi-Stadion auf der Waldau                                                                          |                       |
| Vienna Vikings         | Beč                   | Generali Arena Footballzentrum Ravelin                                                               |                       |
|                        |                       | |                       |
| Južna konferencija     |                       | |                       |
| Barcelona Dragons      | Barcelona Reus        | Estadio Camp Nou Municipal, Reus                                                                     |                       |
| Cologne Centurions     | Köln                  | Südstadion                                                                                           |                       |
| Istanbul Rams          | Istanbul              | Maltepe Hasan Polat Stadyumu                                                                         |                       |
| Rhein Fire             | Düsseldorf Duisburg   | Schauinsland-Reisen-Arena, Duisburg                                                                  |                       |

Novi klubovi u sezoni 2022. 
- Raiders Tirol
- Vienna Vikings
- Rhein Fire
- Istanbul Rams

## Rezultati i ljestvica

### Ligaški dio

#### Ljestvice
| Sjeverna konferencija | Sjeverna konferencija | Sjeverna konferencija | Sjeverna konferencija | Sjeverna konferencija | Sjeverna konferencija | Sjeverna konferencija | Sjeverna konferencija | Sjeverna konferencija | Sjeverna konferencija | Sjeverna konferencija | Sjeverna konferencija |
| mj.                   | klub                  | ut                    | pob                   | por                   | ner                   | poen+                 | poen-                 | raz                   | post.                 | konferencija          |                       |
| --------------------- | --------------------- | --------------------- | --------------------- | --------------------- | --------------------- | --------------------- | --------------------- | --------------------- | --------------------- | --------------------- | --------------------- |
| 1.                    | Hamburg Sea Devils    | 12                    | 11                    | 1                     | 0                     | 424                   | 160                   | +264                  | 0,917                 | 6-0                   | doigravanje           |
| 2.                    | Berlin Thunder        | 12                    | 7                     | 5                     | 0                     | 321                   | 282                   | +39                   | 0,583                 | 3-3                   |                       |
| 3.                    | Panthers Wrocław      | 12                    | 5                     | 7                     | 0                     | 287                   | 305                   | -18                   | 0,417                 | 2-4                   |                       |
| 4.                    | Leipzig Kings         | 12                    | 4                     | 8                     | 0                     | 242                   | 370                   | -128                  | 0,333                 | 1-5                   |                       |

| Centralna konferencija | Centralna konferencija | Centralna konferencija | Centralna konferencija | Centralna konferencija | Centralna konferencija | Centralna konferencija | Centralna konferencija | Centralna konferencija | Centralna konferencija | Centralna konferencija | Centralna konferencija |
| mj.                    | klub                   | ut                     | pob                    | por                    | ner                    | poen+                  | poen-                  | raz                    | post.                  | konferencija           |                        |
| ---------------------- | ---------------------- | ---------------------- | ---------------------- | ---------------------- | ---------------------- | ---------------------- | ---------------------- | ---------------------- | ---------------------- | ---------------------- | ---------------------- |
| 1.                     | Vienna Vikings         | 12                     | 10                     | 2                      | 0                      | 352                    | 209                    | +143                   | 0,833                  | 5-1                    | doigravanje            |
| 2.                     | Raiders Tirol          | 12                     | 8                      | 4                      | 0                      | 418                    | 229                    | +189                   | 0,667                  | 3-3                    | doigravanje            |
| 3.                     | Frankfurt Galaxy       | 12                     | 8                      | 4                      | 0                      | 386                    | 247                    | +139                   | 0,667                  | 4-2                    |                        |
| 4.                     | Stuttgart Surge        | 12                     | 0                      | 12                     | 0                      | 113                    | 451                    | -38                    | 0,000                  | 0-6                    |                        |

| Južna konferencija | Južna konferencija | Južna konferencija | Južna konferencija | Južna konferencija | Južna konferencija | Južna konferencija | Južna konferencija | Južna konferencija | Južna konferencija | Južna konferencija | Južna konferencija |
| mj.                | klub               | ut                 | pob                | por                | ner                | poen+              | poen-              | raz                | post.              | konferencija       |                    |
| ------------------ | ------------------ | ------------------ | ------------------ | ------------------ | ------------------ | ------------------ | ------------------ | ------------------ | ------------------ | ------------------ | ------------------ |
| 1.                 | Barcelona Dragons  | 12                 | 8                  | 4                  | 0                  | 364                | 225                | +139               | 0,667              | 5-1                | doigravanje        |
| 2.                 | Rhein Fire         | 12                 | 7                  | 5                  | 0                  | 346                | 314                | +32                | 0,583              | 4-2                |                    |
| 3.                 | Cologne Centurions | 12                 | 3                  | 9                  | 0                  | 301                | 473                | -172               | 0,250              | 2-4                |                    |
| 4.                 | Istanbul Rams      | 12                 | 1                  | 11                 | 0                  | 210                | 499                | -289               | 0,083              | 1-5                |                    |

#### Rezultatska križaljka
Igrano od 4. lipnja do 4. rujna 2022. 
| konferencija | kratica | klub               | Sjeverna | Sjeverna | Sjeverna | Sjeverna |       | Centralna | Centralna | Centralna | Centralna |       | Južna | Južna    | Južna | Južna |
| konferencija | kratica | klub               | BER      | HAM      | LEI      | PAN      | RAI   | VIE       | FRA       | STU       | COL       | RHE   | BAR   | IST      |       |       |
| Sjeverna | BER     | Berlin Thunder     |          | 17:39    | 15:19    | 31:25 OT | 10:37 |           |           |           | 39:29     |       |       | 41:7     |       |       |
| Sjeverna | HAM     | Hamburg Sea Devils | 43:18    |          | 59:0     | 17:0     |       |           |           |           |           | 42:15 | 21:24 | 29:26 OT |       |       |
| Sjeverna | LEI     | Leipzig Kings      | 22:33    | 0:14     |          | 37:41    | 14:56 |           |           | 28:22     |           | 17:28 |       |          |       |       |
| Sjeverna | PAN     | Panthers Wrocław   | 12:29    | 23:26 OT | 34:27    |          |       | 42:6      | 29:30     | 34:0      |           |       |       |          |       |       |
| |         |                    |          |          |          |          |       |           |           |           |           |       |       |          |       |       |
| Centralna | RAI     | Raiders Tirol      | 28:16    |          | 37:6     |          |       | 23:29     | 23:17     | 44:3      | 45:20     |       |       |          |       |       |
| Centralna | VIE     | Vienna Vikings     |          |          |          | 30:6     | 29:13 |           | 30:10     | 42:13     |           |       | 24:18 | 37:22    |       |       |
| Centralna | FRA     | Frankfurt Galaxy   |          |          |          | 47:13    | 36:33 | 42:8      |           | 37:13     | 46:14     | 26:29 |       |          |       |       |
| Centralna | STU     | Stuttgart Surge    |          |          | 0:38     | 25:28    | 0:33  | 0:41      | 20:26 OT  |           |           |       | 9:38  |          |       |       |
| |         |                    |          |          |          |          |       |           |           |           |           |       |       |          |       |       |
| Južna | COL     | Cologne Centurions | 7:34     |          |          |          | 49:46 |           | 12:48     |           |           | 37:59 | 15:37 | 40:38    |       |       |
| Južna | RHE     | Rhein Fire         |          | 16:40    | 31:34    |          |       |           | 23:21     |           | 17:3      |       | 13:17 | 42:12    |       |       |
| Južna | BAR     | Barcelona Dragons  |          | 21:24    |          |          |       | 20:27     |           | 62:8      | 34:32     | 32:23 |       | 41:7     |       |       |
| Južna | IST     | Istanbul Rams      | 14:38    | 0:70     |          |          |       | 0:49      |           |           | 30:43     | 32:50 | 22:19 |          |       |       |
| |         |                    |          |          |          |          |       |           |           |           |           |       |       |          |       |       |
| podebljan rezultat - 1. utakmica između klubova rezultat normalne debljine - 2. utakmica između klubova OT - nakon produžetaka |         |                    |          |          |          |          |       |           |           |           |           |       |       |          |       |       |

### Doigravanje

#### Poluzavršnica
| Datum           | Mjesto odigravanja, stadion  | Domaći sastav      | Rezultat | Gostujući sastav  | Napomene | Izvještaji |
| --------------- | ---------------------------- | ------------------ | -------- | ----------------- | -------- | ---------- |
| 10. rujna 2022. | Hamburg, Stadion Hoheluft    | Hamburg Sea Devils | 19:7     | Raiders Tirol     |          |            |
| 11. rujna 2022. | Beč, Footballzentrum Ravelin | Vienna Vikings     | 39:12    | Barcelona Dragons |          |            |

#### ELF Championship Game
| Datum           | Mjesto odigravanja, stadion | Sastav 1           | Rezultat | Sastav 2       | Napomene                     | Izvještaji |
| --------------- | --------------------------- | ------------------ | -------- | -------------- | ---------------------------- | ---------- |
| 25. rujna 2022. | Klagenfurt, 28 Black Arena  | Hamburg Sea Devils | 15:27    | Vienna Vikings | "Vienna Vikings" prvak EFL-a |            |

## Vanjske poveznice
- (engl.) europeanleague.football
- (njem.) football-aktuell.de, ELF
- rezultati.com, European League of Football
- (engl.) sofascore.com, European League of Football